# Stazione di Palidano
La stazione di Palidano è una fermata ferroviaria posta sulla linea Verona-Modena. Serve il centro abitato di Palidano, frazione del comune di Gonzaga.

## Storia
L'impianto, in origine classificato come casa cantoniera abilitata al servizio passeggeri, venne attivato il 13 settembre 1914.

## Movimento
La fermata è servita dai treni regionali in servizio sulla relazione Mantova-Modena, cadenzati a frequenza oraria ed eserciti da Trenitalia Tper.